# Rachele Barbieri
Rachele Barbieri   (Pavullo nel Frignano, 21 de febrer de 1997) és una ciclista italiana professional des del 2016 i actualment a l'equip Team Picnic PostNL. Competeix tant en pista com en carretera.

## Palmarès en pista
- 2015
  -  Campiona d'Europa júnior en Puntuació
  -  Campiona d'Europa júnior en Persecució per equips (amb Elisa Balsamo, Sofia Bertizzolo i Marta Cavalli)
  -  Campiona d'Itàlia en persecució per equips júnior
  -  Campiona d'Itàlia en scratch júnior
- 2016
  -  Campiona d'Europa sub-23 en Scratch
- 2017
  -  Campiona del Món en Scratch
  -  Campiona d'Europa sub-23 en Scratch
- 2018
  -  Campiona d'Itàlia d'òmnium
- 2021
  -  Campiona d'Itàlia en puntuació
  -  Campiona d'Itàlia en americana
  -  Campiona d'Itàlia en eliminació
- 2022
  -  Campiona d'Europa en americana
  -  Campiona d'Europa en òmnium
  -  Campiona d'Itàlia d'òmnium
  -  Campiona d'Itàlia en americana
  -  Campiona d'Itàlia en persecució per equips
  -  Campiona d'Itàlia de velocitat per equips

### Resultats a laCopa del Món en pista
- 2017-2018
  - 1a a Manchester, en Scratch

## Palmarès en ruta
- 2021
  - Trofeu Antonietto Rancilio
- 2022
  - 1a a l'Omloop der Kempen
  - Vencedora d'una etapa al Bloeizone Fryslân Tour

### Resultats a les Grans Voltes

#### Giro d'Itàlia
- 2022: 39a posició
- 2023: 95a posició

#### Tour de França
- 2022: no surt 7a etapa
- 2023: abandona a la 4a etapa
- 2024: 99a posició
- 2025: 104a posició

Volta a Espanya
- 2024: 92a posició

## Palmarès en ciclocròs
- 2013
  -  Campiona d'Itàlia cadet